# 필립 안토니 로드리게즈

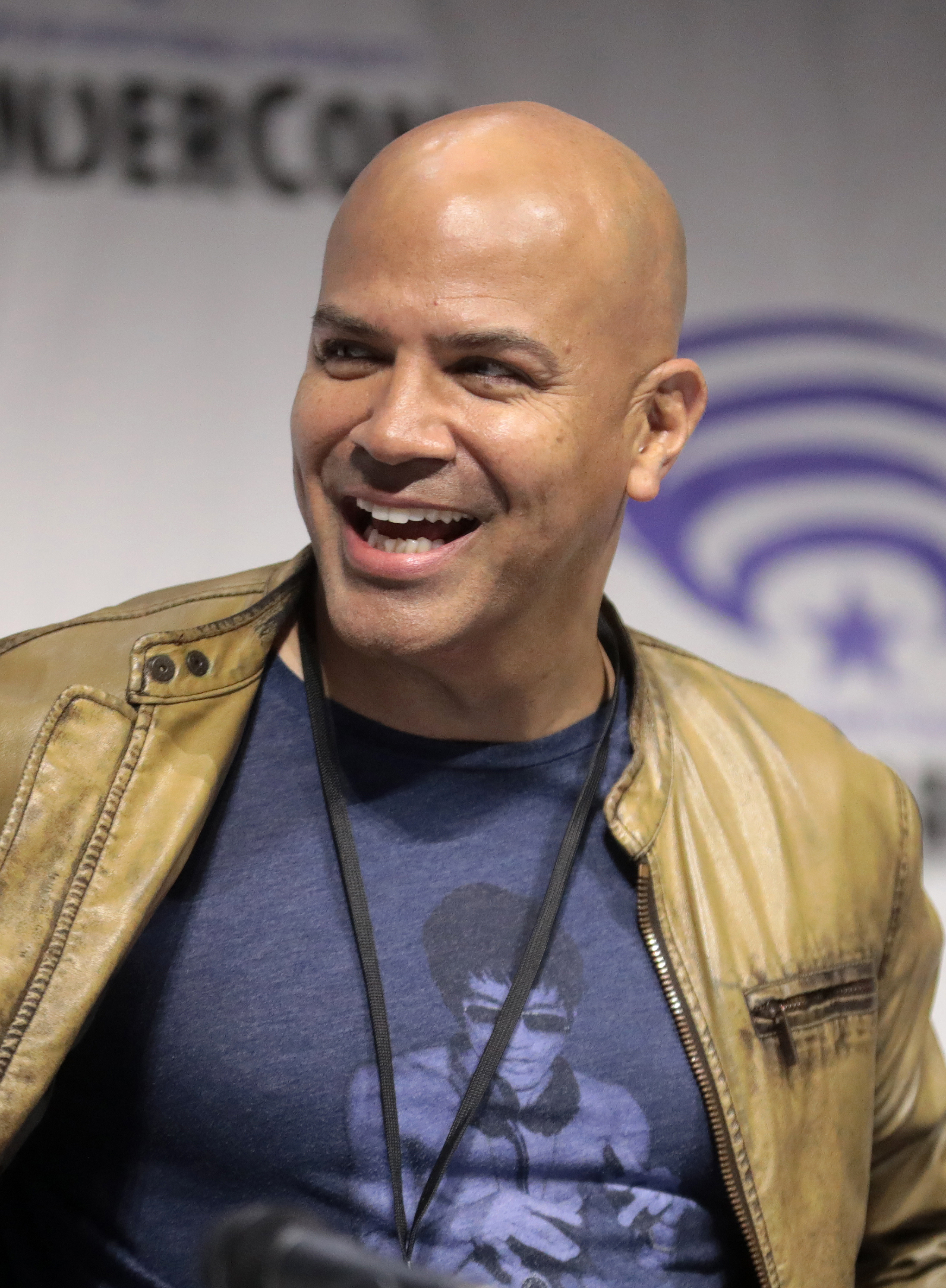

필립 안토니 로드리게즈(Philip Anthony-Rodriguez, 1968년 3월 10일 ~ )는 미국의 배우, 텔레비전 배우, 성우이다.
브루클린에서 태어났다.

## 방송
- 미국 십대의 비밀생활 시즌5
- 나노인간 제이크